# ثنائي هيدروايتورفين
وقد تم تطوير ثنائي هيدروايتورفين Dihydroetorphine بواسطة KW بنتلي في Mc Farlan سميث في 1960 وهو مسكن ألم فعال من الافيونيات,
الذي يستخدم بشكل رئيسي في الصين. هو مشتق من عائلة المواد الأفيونية الأكثر شهرة اتورفين، والذي يستخدم كمسكن للألم كذلك يستخدم في الطب البيطري كدواء قوي جدا و مخدر ، في المقام الأول لتخدير الحيوانات الكبيرة مثل الأفيال والزراف ووحيد القرن.

## مقدمة
يعتبر الألم هو أهم علامة تحذير تدل على وجود المرض. إن الطريقة المثلى لعلاجه وإزالته هي علاج سببه. ومع ذلك فإن المسكنات كثيرة النفع لسرعتها في جلب الراحة وإزالة الألم. والمسكن يزيل الألم دون أن يؤثر في الإحساسات الأخرى أو يسبب النوم. ولكلمة مخدر معان كثيرة، فتطلق في علم المصطلحات الطبية على كل مادة تزيل الألم وتسبب النعاس، يقول الأطباء إن الراحة من الألم ضرورة واحتياج لا يتحققان بسهولة، والحل السهل الذي يلجأ إليه الناس، هو تناول المسكنات.
وهناك المسكنات القوية، وهي المسكنات التي لا تصرف إلا بتذكرة طبية، وتتباين صفات هذه الأدوية وقوتها، ويعرف كل الأطباء الكثير عنها، هذه المسكنات القوية تزيل كل أنواع الألم تقريباً ولكن تكمن خطورتها في أحداث الإدمان. إذا لم تستعمل بحذر وحرص وحكمة. وهي مصنفة جميعاً في قائمة المواد المخدرة التي لا تستعمل إلا بشروط خاصة وجميع الصيادلة حريصون على عدم صرفها إلا بتوصية طبية موقعة.

## الاستخدام الطبي
ثنائي هيدرو ايتورفين هو شبه - اصطناعي من عائلة الافيونيات، يستخدم أساسا بوصفه مسكن للألم قوي بالنسبة للبشر.
هذا المنتج هو مسكن فعال، هو من مستقبلات المواد الأفيونية، وهو آلاف المرات اقوى من المورفين. كان العلاقة بين الجرعة والاستجابة ولها تأثير مسكن المورفين على التوالي عدة آلاف مرة أقوى من مورفين (بين 1000X و12000x أكثر قوة اعتمادا على الطريقة التي يستخدم للمقارنة)،
على الرغم من أنه يتم امتصاصه ضعيف عندما يؤخذ عن طريق الفم. تحت اللسان تستخدم أشكال ثنائي هيدرو الايتورفين في الصين بجرعات تتراوح 20-40 ميكروغرام تتكرر كل 3-4 ساعات، وأفادت أن يسبب تسكين الألم قوي الآثار الجانبية خفيفة نسبيا بالمقارنة مع غيرها من المواد الأفيونية، رغم جميع الآثار الجانبية للافيونيات المعتادة مثل دوخة، تخدير، غثيان، إمساك، و اكتئاب تنفسي يمكن أن يحدث. الأدمة تم أيضا تطوير بقع من ثنائي هيدرو الايتورفين.